# مصطفى بن محمد النجار
مصطفى بن محمد النجار (ولد 1930م، سلا - توفي 17 مارس 2012(1433 هـ)) لغوي وفقيه وشاعر أديب مغربي.

## تعليمه
تلقى تعليمه الأولي بالكتاب حيث حفظ القرآن الكريم، وكان محل إعجاب وتقديم على أقرانه من لدن شيخه الفقيه محمد شماعو لحافظته السريعة وذاكرته القوية. وبعد المرحلة الأولية، واظب على حضور حلقات العلم بالمساجد والزوايا بمدينتي سلا والرباط، حيث درس حسب الطريقة الأصيلة وقرأ على شيوخ كبار منهم شيخ الجماعة بسلا السيد أحمد بن عبد النبي، والقاضي السيد محمد العوني، والفقيه الحاج محمد البارودي، والفقيه الحاج الطيب بن الشليح، والفقيه الحاج محمد الصبيحي، والفقيه التطواني، والسيد عبد الرحمن الكتاني، وسيدي محمد المدني بن الحسني وغيرهم. وكانت دراسته عليهم دراسة تحصيل وتحقيق في أبرز المتون العلمية وأشهر الأمهات في العلوم الإسلامية."

## رئاسة المجلس العلمي
ولمزاياه العلمية والعملية، عُين أول رئيس للمجلس العلمي المحلي بسلا عند تأسيسه سنة 2004، وحتى العام 2009، ومنذ تعيينه وهو يتفانى في القيام بواجباته ويبذل غاية جهده في نشاطاته إلى أن أقعده المرض.

## وفاته
توفي يوم السبت 17 مارس 2012، عن سن يناهز 82 عاما. وجرت يوم الأحد 18 مارس 2012، بمدينة سلا مراسيم تشييع جثمانه بالمسجد الأعظم بالمدينة٬ ونقل جثمانه إلى مقبرة سيدي عبد الله بن حسون في موكب جنائزي كبير ٬ وكان من بين الحاضرين رئيس الحكومة المغربية عبد الإله بن كيران٬ والكاتب العام للمجلس العلمي الأعلى 'محمد يسف' ومؤرخ المملكة عبد الحق المريني، بالإضافة إلى العديد من العلماء وتلامذته وحشد كبير من سكان المدينة.

## أقواله
- قال : بعد خلاف بينه وبين أحد أصدقائه، وقد ترتب عن ذلك جفاء، فأنهاه بقوله:

## قيل فيه
- قال الأستاذ عبد السلام الطاهري٬ عضو المجلس العلمي المحلي لسلا : أن الراحل كان عصاميا في تحصيله للعلوم ولا ينتقل من علم إلى آخر إلا بعد أن يصفي مشاكله٬ مشيرا إلى أن الراحل درس على يد علماء وشيوخ أقطاب منهم الداعية عبد الرحمان الكتاني.
- كما ذكره الشيخ سعيد الكملي في درسه حيث قال عنه أنه كان يطلب منه القيام إلى بيته إن طال الدرس. و كان يطلب منه ذلك حتى يختلي بنفسه لذكر الله سبحانه و تعالى و قيام الليل لأن ذلك كان حبيبا إليه.